# Radatovići
 Radatovići  falu Horvátországban, a Károlyváros megyében. Közigazgatásilag Ozalyhoz tartozik.

## Fekvése
Károlyvárostól 31 km-re, községközpontjától 18 km-re északnyugatra a Zsumberki-hegységben fekszik.

## Története
A török elől menekülő uszkókok 1530-ban és 1531-ben érkeztek erre a területre. Radatovići görögkatolikus plébániáját 1620 körül alapították, 1623-ban említik először.  A feljegyzések szerint 1629-ben prédikált itt a Nagy Szent Bazil szerzetese Metod Terlecki, majd 1641-ben a híres szónok Rafael Levaković is. 1830-ban 11 házában 149 lakos élt. Plébániatemplomát 1870-ben építették.
1857-ben 190, 1910-ben 327 lakosa volt. A trianoni békeszerződésig Zágráb vármegye Károlyvárosi járásához tartozott. Radatovići 1924-ben községközpont, ezzel a zsumberki régió nyugati részének közigazgatási központja lett. Ezt a státuszát később elveszítette, ma Ozalyhoz tartozik. 2011-ben 23 lakosa volt.

## Lakosság
| Lakosság változása | Lakosság változása | Lakosság változása | Lakosság változása | Lakosság változása | Lakosság változása | Lakosság változása | Lakosság változása | Lakosság változása | Lakosság változása | Lakosság változása | Lakosság változása | Lakosság változása | Lakosság változása | Lakosság változása | Lakosság változása |
| ------------------ | ------------------ | ------------------ | ------------------ | ------------------ | ------------------ | ------------------ | ------------------ | ------------------ | ------------------ | ------------------ | ------------------ | ------------------ | ------------------ | ------------------ | ------------------ |
| 1857               | 1869               | 1880               | 1890               | 1900               | 1910               | 1921               | 1931               | 1948               | 1953               | 1961               | 1971               | 1981               | 1991               | 2001               | 2011               |
| 190                | 287                | 310                | 339                | 246                | 327                | 236                | 322                | 156                | 143                | 102                | 80                 | 52                 | 31                 | 26                 | 23                 |

## Nevezetességei
- Az Úr Feltámadása tiszteletére szentelt görögkatolikus plébániatemplomát 1870-ben építették, 1958-ban megújították. A legnagyobb méretű templom a zsumberki régióban, ezért zsumberki katedrálisnak is nevezik. A régi, 1943-ban leégett plébánia építési ideje nem ismert, a mait 1956-ban építették. Radatovići, Sveta Nedjelja, Dučići, Milčinovići, Grmki, Vukšići, Ratkovići, Doljani, Liješće, Sekulići, Malići, Rajakovići, Gaj, Bulići, Gudalji, Kuljaji, Kunčani, Malinci, Cvjetiše, Dvor, Šiljki, Kamenci, Dragoševci, Keseri, Brezovica, Malo Liješće, Goleši és Pilatovci falvak tartoznak hozzá.
- Az egykori alapiskola épületében kis néprajzi gyűjtemény látható. Itt található Zlatko Prica és Nikola Reiser 1943-ban készített háborúellenes falfestménye is.